# Piergiorgio Bellocchio
Piergiorgio Bellocchio (Piacenza, Reino de Italia, 15 de diciembre de 1931 - Piacenza, Italia, 18 de abril de 2022) fue un escritor y crítico literario italiano. Es hermano del cineasta Marco Bellocchio y tío del actor Pier Giorgio Bellocchio.

## Biografía
En 1962 fundó la revista Quaderni Piacentini. Fue galardonado con el premio Pozzale di Empoli por su libro I piacevoli servi publicado en 1966.
En 1969, fue el primer director del periódico Lotta Continua, órgano de la organización política revolucionaria del mismo nombre.
Entre 1977 y 1980, dirigió la editorial milanesa Gulliver. En 1985, funda junto a Alfonso Berardinelli la revista literaria Diario.
Su obra crítica está en parte recopilada en Dalla parte del torto publicado en 1989.
En 2011, la editorial Encyclopédie des Nuisances publicó en Francia Nous sommes des zéros satisfaits.
En 2017 la editorial El Salmón publicó De la parte equivocada, su primer libro publicado en castellano, que forma parte de la trilogía «Limitar el deshonor», que continuará con la publicación de Soy un paria de la ciencia y Somos ceros satisfechos.

## Obras
Traducido al español
- De la parte equivocada, primer volumen de la trilogía Limitar el deshonor, traducción de Salvador Cobo, Ediciones El Salmón, 2017.

En italiano
- I piacevoli servi, Mondadori, Milan, 1966
- Dalla parte del torto, Einaudi, Turin, 1989
- Oggetti smarriti, Baldini Castoldi Dalai, Milan 1996
- Al di sotto della mischia. Satire e saggi, Scheiwiller, Milan 2007
- Diario 1985-1993, avec Alfonso Berardinelli, Macerata, Quodlibet, 2010

Traducido al francés
- Nous sommes des zéros satisfaits précédé de Limiter le déshonneur, traducido del italiano por Jean-Marc Mandosio, Éditions de l'Encyclopédie des Nuisances, 2011.